# Pheroliodes achalensis
Pheroliodes achalensis är en kvalsterart som beskrevs av Baranek 1986. Pheroliodes achalensis ingår i släktet Pheroliodes och familjen Pheroliodidae. Inga underarter finns listade i Catalogue of Life.